# Diócesis de Karonga
La diócesis de Karonga (en latín: Dioecesis Karongana y en inglés: Roman Catholic Diocese of Karonga) es una circunscripción eclesiástica latina de la Iglesia católica en Malaui, sufragánea de la arquidiócesis de Lilongüe. La diócesis tiene al obispo Martin Anwel Mtumbuka como su ordinario desde el 21 de julio de 2010.

## Territorio y organización
La diócesis tiene 12 000 km² y extiende su jurisdicción sobre los fieles católicos de rito latino residentes en los distritos de Karonga y Chitipa, y la parte septentrional del de Rumphi, en la región del Norte.
La sede de la diócesis se encuentra en la ciudad de Karonga, en donde se halla la Catedral de Santa María.
En 2019 en la diócesis existían 9 parroquias agrupadas en 2 decanatos: Karonga y Chitipa.

## Historia
La diócesis fue erigida el 21 de julio de 2010 con la bula Quo in Malavio del papa Benedicto XVI, obteniendo el territorio de la diócesis de Mzuzu.
Originalmente sufragánea de la arquidiócesis de Blantire, el 9 de febrero de 2011 pasó a formar parte de la provincia eclesiástica de la arquidiócesis de Lilongüe.
El 5 de noviembre de 2016 el cardenal Fernando Filoni consagró la catedral.

## Estadísticas
De acuerdo al Anuario Pontificio 2020 la diócesis tenía a fines de 2019 un total de 59 500 fieles bautizados.
| Año                                                                             | Población            | Población | Población      | Sacerdotes | Sacerdotes    | Sacerdotes    | Bautizados por sacerdote | Diáconos permanentes | Religiosos | Religiosos | Parroquias |
| Año                                                                             | Bautizados católicos | Total     | % de católicos | Total      | Clero secular | Clero regular | Bautizados por sacerdote | Diáconos permanentes | Varones    | Mujeres    | Parroquias |
| ------------------------------------------------------------------------------- | -------------------- | --------- | -------------- | ---------- | ------------- | ------------- | ------------------------ | -------------------- | ---------- | ---------- | ---------- |
| 2010                                                                            | 61 000               | 400 000   | 15.3           | 15         | 9             | 6             | 4067                     |                      | 5          | 40         | 5          |
| 2012                                                                            | 62 000               | 382 000   | 16.2           | 12         | 12            |               | 5167                     |                      | 5          | 20         | 6          |
| 2013                                                                            | 63 500               | 395 000   | 16.1           | 11         | 11            |               | 5772                     |                      | 5          | 19         | 6          |
| 2016                                                                            | 54 801               | 432 000   | 12.7           | 16         | 15            | 1             | 3425                     |                      | 6          | 19         | 6          |
| 2019                                                                            | 59 500               | 478 250   | 12.4           | 18         | 14            | 4             | 3305                     |                      | 9          | 20         | 9          |
| Fuente: Catholic-Hierarchy, que a su vez toma los datos del Anuario Pontificio. |                      |           |                |            |               |               |                          |                      |            |            |            |

## Episcopologio
- Martin Anwel Mtumbuka, desde el 21 de julio de 2010